# الدوري الفلسطيني الممتاز لقطاع غزة 1980–81
الدوري الفلسطيني الممتاز لقطاع غزة 1980–81 هي النسخة الأولى من بطولة دوري غزة وتوج بها أهلي غزة .